# Man of the Woods
Ne doit pas être confondu avec Nan of the Woods.
Albums de Justin Timberlake
The 20/20 Experience: 2 of 2
(2013) Everything Thought I Was
(2024)
Singles
1. Filthy
Sortie : 5 janvier 2018
2. Supplies
Sortie : 18 janvier 2018
3. Say Something
Sortie : 25 janvier 2018
4. Man of the Woods (en)
Sortie : 1er février 2018

Man of the Woods (litt. L'Homme des Bois) est le cinquième album studio de l’auteur-compositeur-interprète américain Justin Timberlake, sorti en 2018, sur le label RCA Records. 
Il est produit par Timbaland, Danja, Rob Knox, The Neptunes et Timberlake lui-même. Le premier single, Filthy, est publié le 5 janvier 2018.

## Genèse et développement
Après avoir rencontré un succès considérable avec ses précédents albums-concept The 20/20 Experience et 2 of 2, ainsi qu’aux tournées mondiales les promouvant, Justin Timberlake disparaît peu à peu de la sphère médiatique, s’octroyant une pause d’un an. Toutefois, il revient plus tard afin de produire la bande originale du film d’animation Les Trolls. En mai 2016, lors d’une entrevue radiophonique, Timberlake confirme qu’il travaille déjà sur son prochain album, bien qu’aucune date de sortie ne soit réellement fixée.

« Je pense que l’endroit où j'ai grandi aux États-Unis — soit le Tennessee — regorge d’influences en tout genre. C’est un lieu central du pays et Memphis est connu pour être le berceau du rock and roll, mais également la terre du blues, et comme Nashville n’est pas bien loin, on y trouve aussi beaucoup de musique country. »

Au cours des entrevues suivantes, Timberlake affirme s’être entouré des producteurs Timbaland, Danja, Pharrell Williams, Chad Hugo et Max Martin, déclarant que ce futur projet « reflète plus mes origines que tous mes précédents réunis... c’est purement de la musique du sud des États-Unis. Néanmoins, je veux que ça sonne moderne, ou du moins, c'est l’idée principale ».
En décembre 2017, le site Internet TMZ rapporte que Timberlake a formulé une demande exceptionnelle pour que les expressions « Man of the Woods » et « Fresh Leaves » deviennent des marques déposées, laissant supposer qu’il s’agit des titres de son album et du premier single à paraître, respectivement. Au cours du même mois, le site officiel du chanteur arbore un nouveau logo incorporant le sigle « MOTW ». Le magazine Rolling Stone mentionne que l’opus inclura une collaboration avec l’auteur-compositeur-interprète Chris Stapleton, sachant que ce dernier avait participé à une performance scénique avec Timberlake pour les Country Music Association Awards en 2015. À la suite de cette annonce, un certain nombre de plateformes médiatiques spéculent que ce prochain disque pourrait être fortement influencé par la musique du sud des États-Unis.
Par la suite, Timberlake est annoncé en tant qu’artiste phare de la mi-temps du cinquante-deuxième Super Bowl, prenant place à Minneapolis le 4 février 2018. Peu de temps après, le chanteur publie une bande-annonce présentant son nouveau projet musical et toute l’influence se trouvant derrière, annonçant par la même occasion que Man of the Woods sortira le 2 février.

« Cet album est véritablement inspiré par mon fils, ma femme, ma famille, et plus que n’importe quel autre de mes disques : mes origines. »

Le premier extrait, Filthy, paraît le 5 janvier, en même temps que son clip vidéo et la pré-commande de l’opus. Trois autres clips promotionnels, conçus par trois réalisateurs différents, sont publiés de manière hebdomadaire à partir du 18 janvier. À la suite du lancement de Filthy, le magazine Variety confirme la présence d’Alicia Keys, de Stapleton, mais également des Neptunes à travers le processus créatif de l’album.

## Promotion
La pochette de Man of the Woods est photographiée par Ryan McGinley. Une version exclusive de l’album et son édition vinyle sont rendues disponibles dans les magasins Target aux États-Unis.

## Liste des pistes
Toutes les chansons sont écrites et composées par Justin Timberlake.
| Édition standard | Édition standard                            | Édition standard                                                                            | Édition standard                    | Édition standard | Édition standard | Édition standard | Édition standard | Édition standard | Édition standard |
| No               | Titre                                       | Auteur                                                                                      | Producteurs                         | Durée            |                  |                  |                  |                  |                  |
| ---------------- | ------------------------------------------- | ------------------------------------------------------------------------------------------- | ----------------------------------- | ---------------- | ---------------- | ---------------- | ---------------- | ---------------- | ---------------- |
| 1.               | Filthy                                      | Justin Timberlake, Larrance Dopson, James Fauntleroy, Floyd Nathaniel Hills, Timothy Mosley | Justin Timberlake, Timbaland, Danja | 4:53             |                  |                  |                  |                  |                  |
| 2.               | Midnight Summer Jam                         | Timberlake, Chad Hugo, Pharrell Williams                                                    | Timberlake, The Neptunes            |                  |                  |                  |                  |                  |                  |
| 3.               | Sauce                                       | Timberlake, Hills, Mosley                                                                   | Timberlake, Timbaland, Danja        |                  |                  |                  |                  |                  |                  |
| 4.               | Man of the Woods                            | Timberlake, Hugo, Williams                                                                  | Timberlake, The Neptunes            |                  |                  |                  |                  |                  |                  |
| 5.               | Higher, Higher                              | Timberlake, Hugo, Williams                                                                  | Timberlake, The Neptunes            |                  |                  |                  |                  |                  |                  |
| 6.               | Wave                                        | Timberlake, Hugo, Williams                                                                  | Timberlake, The Neptunes            |                  |                  |                  |                  |                  |                  |
| 7.               | Supplies                                    | Timberlake, Hugo, Williams                                                                  | Timberlake, The Neptunes            |                  |                  |                  |                  |                  |                  |
| 8.               | Morning Light (en duo avec Alicia Keys)     | Timberlake, Alicia Cook, Robin Tadross                                                      | Timberlake, Rob Knox                |                  |                  |                  |                  |                  |                  |
| 9.               | Say Something (en duo avec Chris Stapleton) | Timberlake, Dopson, Fauntleroy, Hills, Mosley, Christopher Stapleton                        | Timberlake, Timbaland, Danja        |                  |                  |                  |                  |                  |                  |
| 10.              | Hers (Interlude)                            | Timberlake                                                                                  | Timberlake                          |                  |                  |                  |                  |                  |                  |
| 11.              | Flannel                                     | Timberlake, Hugo, Williams                                                                  | Timberlake, The Neptunes            |                  |                  |                  |                  |                  |                  |
| 12.              | Montana                                     | Timberlake, Hugo, Williams                                                                  | Timberlake, The Neptunes            |                  |                  |                  |                  |                  |                  |
| 13.              | Breeze Off the Pond                         | Timberlake, Hugo, Williams                                                                  | Timberlake, The Neptunes            |                  |                  |                  |                  |                  |                  |
| 14.              | Livin’ Off the Land                         | Timberlake, Hugo, Williams                                                                  | Timberlake, The Neptunes            |                  |                  |                  |                  |                  |                  |
| 15.              | The Hard Stuff                              | Timberlake, Tadross                                                                         | Timberlake, Knox                    |                  |                  |                  |                  |                  |                  |
| 16.              | Young Man                                   | Timberlake, Hills, Mosley                                                                   | Timberlake, Timbaland, Danja        |                  |                  |                  |                  |                  |                  |
| 65:54            |                                             |                                                                                             |                                     |                  |                  |                  |                  |                  |                  |

## Certifications
| Pays                  | Certification | Unités certifiées |
| --------------------- | ------------- | ----------------- |
| Canada (Music Canada) | Or            | 40 000            |
| Danemark (IFPI)       | Or            | 10 000            |
| États-Unis (RIAA)     | Platine       | 1 000 000         |
| Pologne (ZPAV)        | Or            | 10 000            |
| Royaume-Uni (BPI)     | Argent        | 60 000            |

## Historique de sortie
| Pays         | Date           | Format                          | Label |
| ------------ | -------------- | ------------------------------- | ----- |
| Monde entier | 2 février 2018 | CD, téléchargement et diffusion | RCA   |
| États-Unis   | 2 février 2018 | Vinyle                          | RCA   |